# Con le spalle al muro
Con le spalle al muro  (Sol Madrid) è un film del 1968 diretto da Brian G. Hutton.
È un film poliziesco statunitense con Rip Torn, Telly Savalas, Ricardo Montalbán e David McCallum. È basato sul romanzo del 1965 Fruit of the Poppy di Robert Wilder.

## Trama
Il piccolo truffatore Harry Mitchell ruba mezzo milione di dollari alla mafia e fugge ad Acapulco con la fidanzata Stacey Woodward. La mafia invia in Messico il killer Dano Villanova per riottenere i soldi. A dare la caccia a Harry è anche Sol Madrid, agente dell'FBI sotto copertura, che spera di convincerlo a testimoniare in tribunale contro la criminalità organizzata.

## Produzione
Il film, diretto da Brian G. Hutton su una sceneggiatura di David Karp con il soggetto di Robert Wilder (autore del romanzo), fu prodotto da Hall Bartlett, Elliott Kastner e Jerry Gershwin (quest'ultimo non accreditato) per la Metro-Goldwyn-Mayer tramite la Gershwin-Kastner e la Hall Bartlett Pictures e girato ad Acapulco in Messico.

## Distribuzione
Il film fu distribuito con il titolo Sol Madrid negli Stati Uniti dal 7 febbraio 1968 al cinema dalla Metro-Goldwyn-Mayer.
Altre distribuzioni:
- in Germania Ovest il 5 luglio 1968 (Kugeln sind sein Autogramm)
- in Francia il 21 agosto 1968 (Les corrupteurs)
- in Danimarca il 2 settembre 1968 (De dræber kun een gang)
- in Svezia il 2 settembre 1968
- in Portogallo il 20 gennaio 1969 (Eles Só Matam Uma Vez)
- in Messico il 6 novembre 1969
- in Norvegia il 30 novembre 1970 il
- in Grecia (Kolasmenoi angeloi)
- in Spagna (La espalda contra el muro)
- in Brasile (Os Corruptores)
- nel Regno Unito (The Heroin Gang)
- in Italia (Con le spalle al muro )

## Critica
Secondo il Morandini il film è "convenzionale, ma solido, con una certa grinta". L'ambientazione in Messico risulterebbe "discreta". Secondo Leonard Maltin il film è "un thriller vecchia maniera ma solido".

## Promozione
La tagline è: "He's the Only Cop Who Can Con the Mafia Out of $3,000,000 in Heroin!".